# 赵爱明
赵爱明（1961年10月—）。女，汉族，河南安阳人，中华人民共和国政治人物。成都电讯工程学院（今电子科技大学）电子材料与固体器件系电子材料专业毕业，清华大学公共管理学院公共管理专业研究生学历，管理学博士。中国共产党第十七届、十八届、十九届中央委员会候补委员。

## 生平
早年毕业于成都电讯工程学院（今电子科技大学）电子材料与固体器件系电子材料专业。毕业后，1982年8月参加工作，分配到四川省科学技术委员会工作。1985年7月加入中国共产党。历任政研室干部、副主任科员，党组秘书，办公室副主任，政研室主任，条件财务处处长等职。1997年3月，任四川省科学技术委员会副主任。2000年5月，任四川省科学技术厅副厅长。2003年3月，任四川省知识产权局局长。2004年1月，调任中共攀枝花市委副书记，攀枝花市人民政府代市长，次月正式任市长。2005年1月，任中共攀枝花市委书记，次月兼任市人大常委会主任。2011年12月，任四川省人民政府国有资产监督管理委员会主任。
2013年6月，任中共江西省委常委、组织部部长。2014年6月6日，兼任江西预备役师第一政委。
2019年2月至2021年11月，任国务院国有资产监督管理委员会副主任。